# Ocneria amabilis
Ocneria amabilis är en fjärilsart som beskrevs av Hugo Theodor Christoph 1887. Ocneria amabilis ingår i släktet Ocneria och familjen tofsspinnare. Inga underarter finns listade i Catalogue of Life.